# آرکانزاس
آرکِنسا (‎i‎/ˈɑːrkənsɔː/‎ AR-kən-saw) یا آرکانزاس، (به انگلیسی: Arkansas) ایالتی است که در منطقهٔ جنوبی ایالات متحدهٔ آمریکا قرار دارد. «آرکانزاس» واژه‌ای است بر گرفته از زبان‌های آلگونیک که به قبیلهٔ سرخپوست «کوواپاو» گفته می‌شده‌است. طیف گوناگونی از اقلیم‌های جغرافیایی درآلاباما وجود دارد. از مناطق کوهستانی اوزارک و اوآچیتا که ارتفاعات مرکزی آمریکا را می‌سازند گرفته تا مناطق پست شرقی در امتداد رودخانه می‌سی‌سی‌پی و دلتای آرکانزاس. ایالت آرکانزاس ۲۹اُمین ایالت پهناور آمریکاست. همچنین این ایالت ۳۲اُمین ایالت آمریکا از نظر جمعیت است. پایتخت و پرجمعیت‌ترین شهر آرکانزاس لیتل راک است که در بخش مرکزی ایالت قرار دارد. آرکانزاس در روز ۱۵ ژوئیه ۱۸۳۶ (۲۴ تیر ۱۲۱۵) به عنوان ۲۵اُمین ایالت به ایالات متحده پیوست.

## ریشه‌شناسی
نام «آرکانزاس» و نام ایالت کانزاس از یک ریشه است. «کَنسا» نام یک قبیلهٔ سرخپوست است که همراه با قبایل «سو» در دشت برزگ زندگی می‌کردند. واژهٔ «آرکانزاس» خود تلفظ فرانسوی واژهٔ «آکاکازه» است. این واژه به زبان «کوواپاو» است و به معنای «سرزمین مردمان پایین رودخانه» است. همچنین در زبان «سویی» به معنای «مردمان باد جنوبی» است. تلفظ صحیح نام این ایالت در زبان انگلیسی، آرکِنسا است ولی تلفظ فرانسوی این کلمه سرخ‌پوستی، یعنی آرکانزاس هم به کار برده می‌شود.
در روزگار نخستین این ایالت، نام این ایالت نیز Arkansaw نوشته می‌شد، به‌طوری‌که در هنگام تأسیس ایالت در دوم مارس ۱۸۱۹ (۱۱ اسفند ۱۱۹۷)، واژه Arkansaw ده مرتبه در سند استقلال رسمی این ایالت قید گردیده.
مجلس سنای این ایالت به منظور رفع شبهه در تلفظ صحیح نام این ایالت، در ۲۲ مارس ۱۸۸۱ (۴ اسفند ۱۲۵۹) رسماً تلفظ «آرکانزاس» را مردود و یک «بدعت» دانستند، و «تنها تلفظ صحیح نام این ایالت» را «آرکِنسا» اعلام کردند. مجلس نمایندگان این ایالت نیز همین قانون را در ۱۴ مارس همان سال به تصویب رسانید.

## جغرافیا

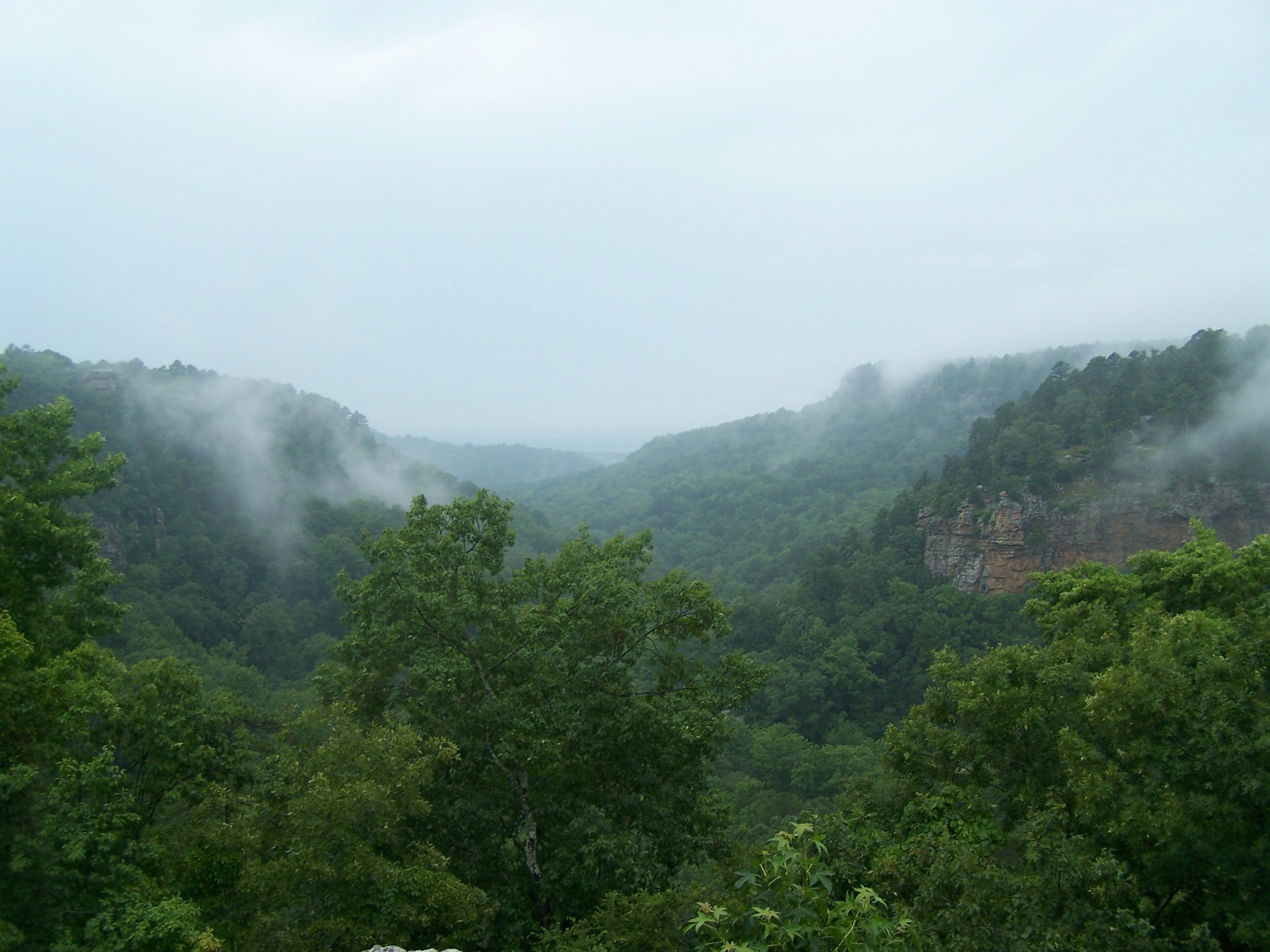
نمایی از ارتفاعات «پتیت جین» در درهٔ رود آرکانزاس که در پارک ایالتی پتیت جین واقع است.

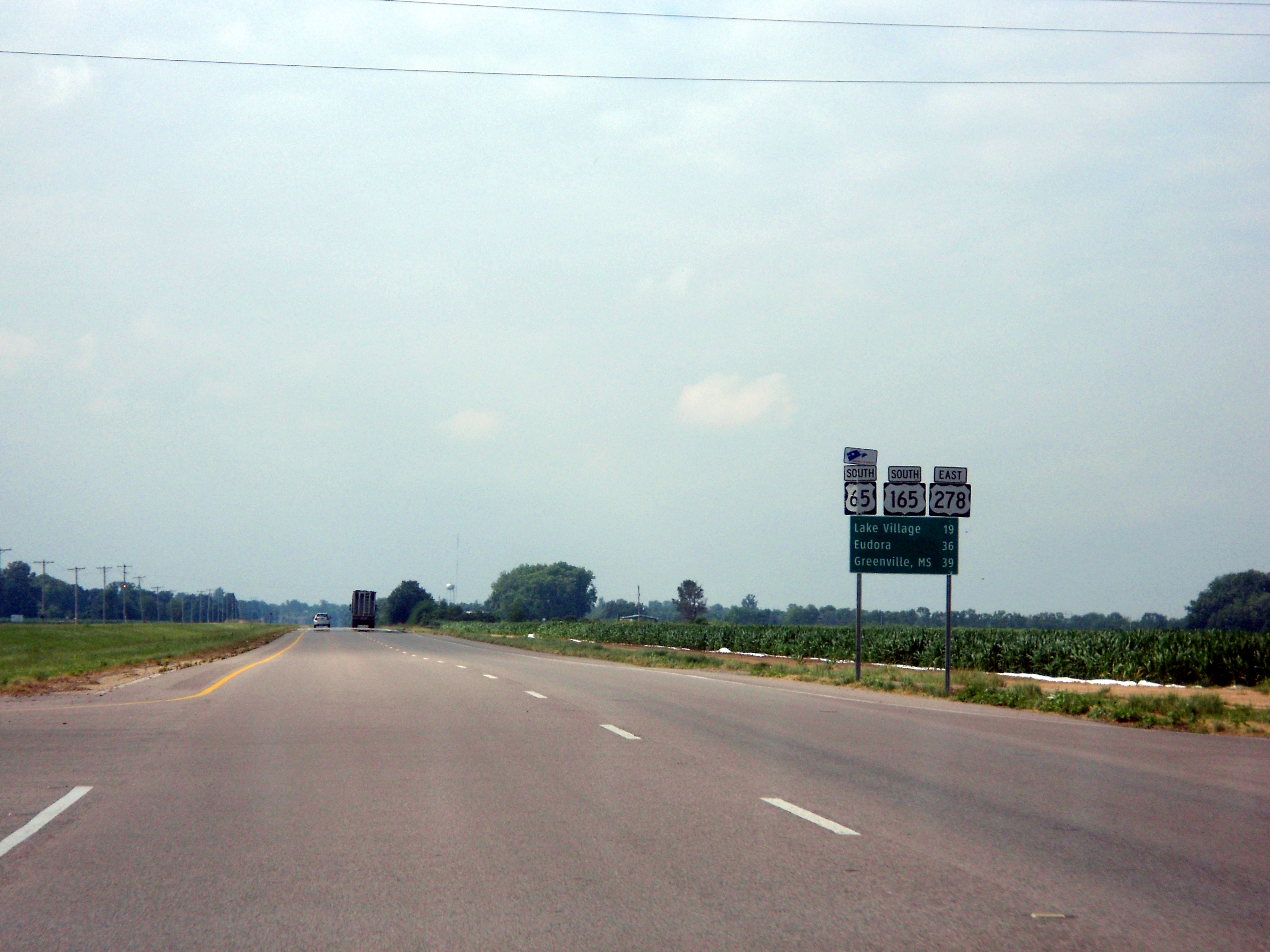
زمین‌های فراخ و خاک حاصلخیز در نزدیکی شهر مک‌جیهی، شرق آرکانزاس به خاطر وجود دلتای آرکانزاس حاصلخیز است خلاف مناطق شمالغربی ایالت.

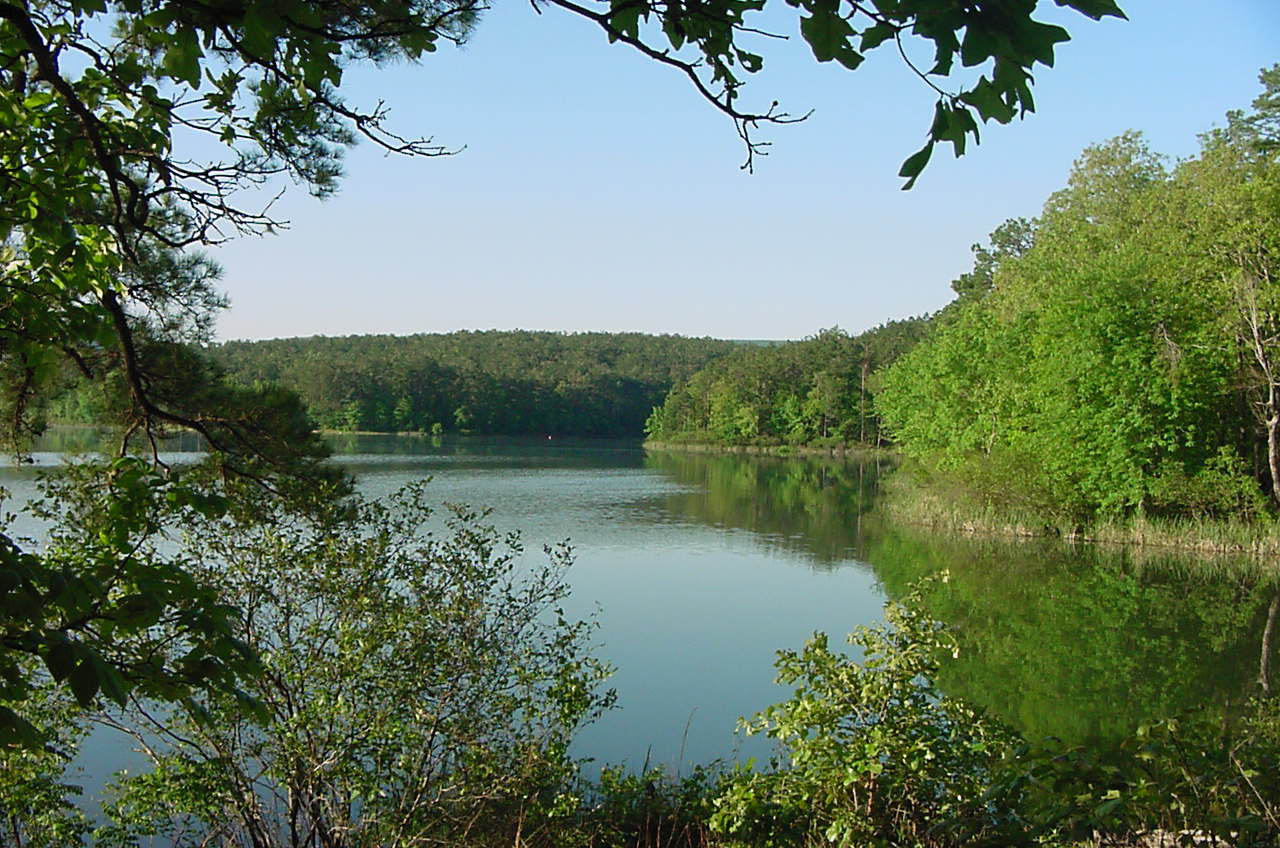
رودخانه اوآچیتا از میان جنگل ملی اوآچیتا می‌گذرد.

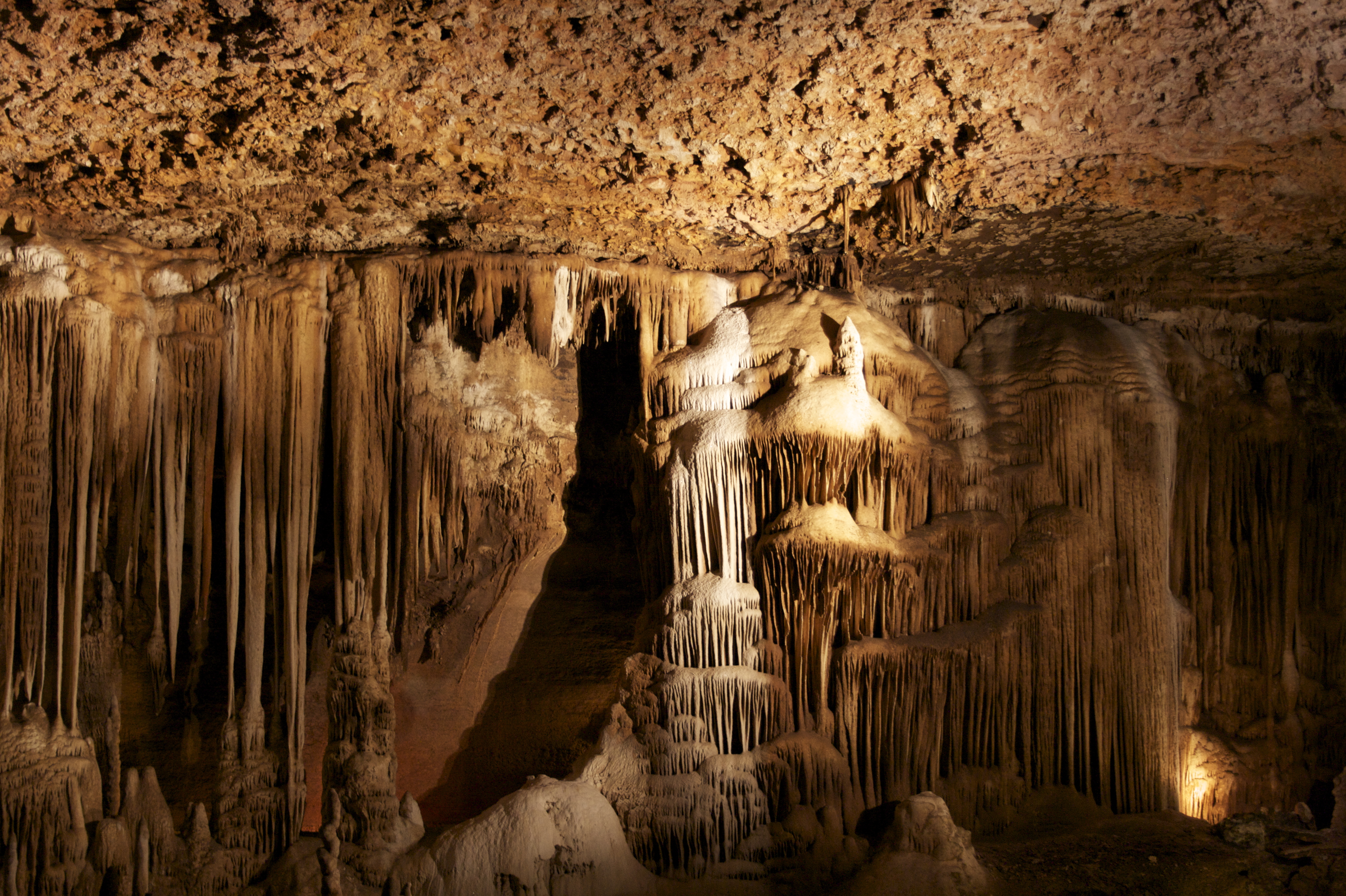
غار بلنچارد اسپرینگز در شهرستان استون، آرکانزاس یکی از مقاصد محبوب گردشگران است.

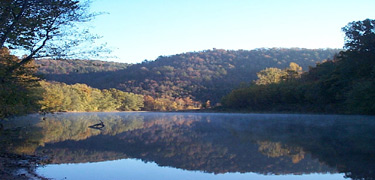
رودخانه ملی بوفالو یکی از چندین جاذبهٔ طبیعی آرکانزاس که لقب «ایالت طبیعی» را به آرکانزاس داده‌اند.

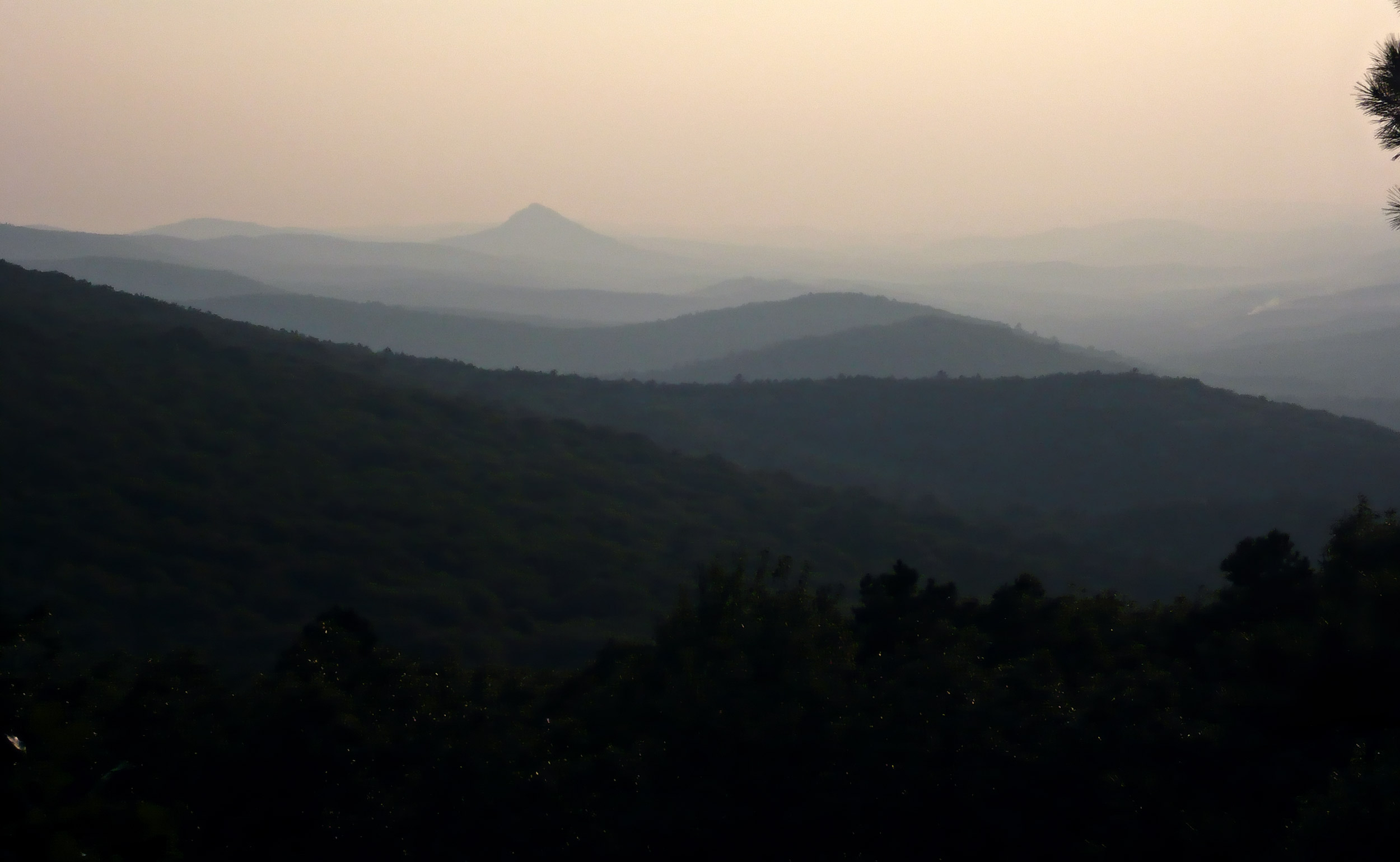
کوهستان اوآچیتا، آرکانزاس

ایالت آرکانزاس از جنوب با لویزیانا، از جنوب غرب با تگزاس، از غرب با اکلاهما، از شمال با میزوری و از شرق با تنسی و می‌سی‌سی‌پی هم‌مرز است. اداره آمار آمریکا آرکانزاس را به عنوان یک ایالت جنوبی رده‌بندی کرده‌است و در زیرردهٔ ایالت‌های جنوب غرب مرکزی قرار داده‌است. رودخانه می‌سی‌سی‌پی بیشتر مرز شرقی آرکانزاس را تشکیل می‌دهد. تنها بخشی از مرز شرقی آرکانزاس با ایالت میزوری که در محدودهٔ شهرستان‌های کِلِی و گرین قرار دارد توسط رودخانه سنت فرانسیس تشکیل می‌شود. در چندین نقطهٔ از مرز شرقی ایالت رودخانهٔ می‌سی‌سی‌پی از محلی که به‌طور قانونی به عنوان مرز ایالتی تعیین شده تغییر مکان داده‌است. به همین دلیل مرز شرقی ایالت در بسیاری از نقاط نامشخص است. به‌طور کلی می‌توان آرکانزاس را به دو نیمه تقسیم کرد، مناطق مرتفع در شمال غرب و مناطق پست در جنوب شرق. ارتفاعات آرکانزاس شامل رشته‌کوه اوزارک و رشته‌کوه اوآچیتا بخشی از ارتفاعات داخلی جنوبی آمریکاست. مناطق کم ارتفاع جنوبی ایالت شامل جلگه ساحلی خلیج و دلتای آرکانزاس است. آرکانزاس دارای هفت منطقهٔ طبیعی است: رشته‌کوه اوزارک، رشته‌کوه اوآچیتا، رودخانه آرکانزاس، جلگهٔ ساحلی خلیج، کراولیز ریج و دلتای آرکانزاس به همراه «آرکانزاس مرکزی» که چندین منطقه را در بر می‌گیرد.
بخش جنوب شرقی آرکانزاس در امتداد «جلگهٔ آبرفتی می‌سی‌سی‌پی» دلتای آرکانزاس نامیده می‌شود. این منطقه چشم‌انداز مسطحی است از زمین‌های غنی آبرفتی که توسط سیل‌های پیاپی، مجاور رود می‌سی‌سی‌پی، ایجاد شده‌است. کمی دورتر از رودخانه، در بخش جنوب شرقی ایالت زمین‌های غیر مسطح بیشتری وجود دارد. هر دوی این مناطق حاصلخیز هستند. منطقهٔ دلتای آرکانزاس توسط یک سلسله عوارض زمین‌شناختی غیرمعمول به نام «کراولیز ریج» به دو نیم تقسیم شده‌است. کراولیز ریج یک نوار باریک از تپه‌هاست که بین ۷۶ تا ۱۵۰ متر از مناطق آبرفتی مسطح اطرافش بلندتر است و بسیاری از شهرهای بزرگ شرق آرکانزاس در خود جای داده‌است.
کوه‌های اوزارک در شمال غرب آرکانزاس بخشی از «فلات اوزارک» را تشکیل می‌دهد. رودخانهٔ آرکانزاس این رشته‌کوه و کوه‌های اوآچیتا را از مناطق پست جنوبی و شرقی جدا می‌کند. این رشته‌کوه‌ها بخش از ارتفاعات مرکزی آمریکا را تشکیل می‌دهند و تنها کوهستان‌های بین کوه‌های راکی و کوه‌های آپالیشین می‌باشند. بلندترین نقطهٔ ایالت آرکانزاس قلهٔ ماونت مگزین در کوه‌های اوآچیتا می‌باشد و ۸۳۹ متر ارتفاع دارد.
آرکانزاس دارای رودخانه‌ها، مخازن (دریاچه‌های مصنوعی) و دریاچه‌های طبیعی زیادی است. رودخانه آرکانزاس، رودخانه وایت و رودخانه سنت فرانسیس که تأمین‌کننده آب رودخانه می‌سی‌سی‌پی هستند در آرکانزاس قرار دارند. رودخانه‌های ملبری و فوش لا فای در دره رود آرکانزاس جاری هستند. رودخانه‌های بوفالو، لیتل رد، بلک و کَش تأمین‌کنندهٔ آب «رودخانه وایت» هستند که آن هم به رودخانه می‌سی‌سی‌پی می‌ریزد. رودخانه‌های سِیلین، لیتل میزوری، بارثالومیو و کَدو تأمین‌کنندهٔ آب رودخانه اوآچیتا هستند که آن هم در نهایت به رودخانه می‌سی‌سی‌پی ختم می‌شود. رودخانه رد جنوب کمی از مرز آرکانزاس با تکزاس را معین می‌کند در آرکانزاس چند دریاچهٔ طبیعی و تعداد زیادی مخزن سد (دریاچهٔ مصنوعی) وجود دارد. از جملهٔ این دریاچه‌ها می‌توان به دریاچه بول شولز، اوآچیتا، گرییِرز فری، میلوود، بیور، نورفورک، دی‌گری و کانووی اشاره کرد.
در آرکانزاس ده‌ها «منطقهٔ طبیعی بکر» وجود دارد (در مجموع ۶۱۰ کیلومتر مربع). این مناطق برای تفریح در فضای باز در نظر گرفته شده‍ اند و برای شکار، ماهیگیری، گردش و چادرزنی برای استفاده همگان آزاد هستند. هیچ وسیلهٔ نقلیهٔ ماشینی اجازهٔ ورود در این مناطق را ندارند. برخی از جاهای این مناطق بسیار دست نخورده‌اند و افراد می‌توانند در آن به خوبی احساس کنند که تنها بشری هستند که پای به این مکان‌ها گذاشته‌اند.
بخش قابل توجهی از مساحت آرکانزاس را جنگل تشکیل می‌دهد. بررسی سازمان جنگل‌داری ایالات متحده در سال ۲۰۱۰ (۱۳۸۹) نشان داد که ۱۸۷۲۰۰۰۰ هکتار جنگل در آرکانزاس وجود دارد که برابر با ۵۶٪ از کل مساحت ایالت است. گونه‌های غالب گیاهی آرکانزاس عبارتند از بلوط، گردوی آمریکایی، کاج تیغ برگ و کاج استخری است.

### آب و هوا
به‌طور کلی آب و هوای آرکانزاس مرطوب نیمه استوایی است؛ البته در برخی در مناطق مرتفع شمالی آب و هوا مرطوب قاره‌ای است. آرکانزاس با خلیج مکزیک هم‌مرز نیست با وجود این به خاطر نزدیک بودن به این خلیج از تأثیرات آن در امان نمانده‌است. به‌طور معمول آرکانزاس دارای تابستان‌های گرم و مرطوب و زمستان‌های سرد و اندکی خشکتر از تابستان است. در لیتل راک میانگین بالاترین دما در ماه ژوئیه ۳۴ درجهٔ سانتی‌گراد و میانگین پایین‌ترین دما ۲۳ درجهٔ سانتی‌گراد و در ژانویه میانگین بالاترین دما ۱۱ درجهٔ سانتی‌گراد و میانگین پایین‌ترین دما ۰ درجهٔ سانتی‌گراد است. در سایلوم اسپرینگز که در گوشهٔ شمال غربی ایالت قرار دارد میانگین بالاترین و پایین‌ترین درجهٔ حرارت در ماه ژوئیه به ترتیب ۳۲ درجهٔ سانتی‌گراد و ۱۹ درجهٔ سانتی‌گراد و در ژانویه میانگین بالاترین و پایین‌ترین دما به ترتیب ۷ درجهٔ سانتی‌گراد و ۵- درجهٔ سانتی‌گراد است. میانگین بارندگی سالیانهٔ ایالت بین ۱۰۰۰ تا ۱۵۰۰ میلی‌متر است که در شمال قدری کمتر و در جنوب بیشتر از این مقدار است. بارش برف معمول است البته در شمال بیشتر و در جنوب کمتر است. در طول سال چندین بار برف می‌بارد. این بارش برف نه تنها به خاطر مجاورت آرکانزاس با ایالت‌های دشت بزرگ بلکه به خاطر وجود ارتفاعات اوزارک و اوآچیتا است. در نیمهٔ جنوبی ایالت برف کمتری می‌بارد اما توفان‌های یخ بیشتری دیده می‌شود. البته وقوع تگرگ و باران منجمد در زمستان در تمام ایالت محتمل است و حتی به شکل قابل توجهی مسافرت‌ها و زندگی روزمره را تحت تأثیر قرار می‌دهد. بالاترین دمای ثبت شده در آرکانزاس ۴۹ درجهٔ سانتی‌گراد است که در اوزارک در ۱۰ اوت ۱۹۳۶ (۱۹ مرداد ۱۳۱۵) به ثبت رسید. همچنین پایین‌ترین دمای ثبت شده در آرکانزاس ۳۴- درجهٔ سانتی‌گراد است که در راوند پوند در ۱۳ فوریه ۱۹۰۵ (۲۴ بهمن ۱۲۸۳) به ثبت رسید.
آرکانزاس به داشتن آب و هوای وحشی معروف است و در طول سال، گردباد، تگرگ، برف و طوفان‌های یخ در آن به وقوع می‌پیوندد. آرکانزاس میان دو بخش دشت بزرگ و خلیج قرار دارد و ۶۰ روز در سال توفان رعد و برق را تجربه می‌کند. شماری از مخرب‌ترین گردبادها در تاریخ ایالات متحده در این ایالت فاجعه آفریده‌اند. با وجود اینکه آرکانزاس به اندازهٔ کافی از سواحل خلیج مکزیک دور است تا در برابر گردبادها ایمن بماند، اما باز هم تحت تأثیر بقایای توفندهایی قرار می‌گیرد که باعث ریزش مقدار بسیار زیادی باران در زمان کم و وقوع گردبادهای کوچک می‌شود.

#### دما
| شهر                                                  | ژانویه | فوریه | مارس | آوریل | می    | جون   | ژوئیه | اوت   | سپتامبر | اکتبر | نوامبر | دسامبر | میانگین دما |
| ---------------------------------------------------- | ------ | ----- | ---- | ----- | ----- | ----- | ----- | ----- | ------- | ----- | ------ | ------ | ----------- |
| فیتویل                                               | ۷/۴-   | ۱۰/۲- | ۱۵/۳ | ۲۰/۸  | ۲۴/۱۳ | ۲۹/۱۸ | ۳۲/۲۰ | ۳۲/۱۹ | ۲۷/۱۵   | ۲۱/۹  | ۱۴/۳   | ۹/۲-   | ۲۰/۸        |
| جونزبورو                                             | ۷/۳-   | ۱۱/۱- | ۱۶/۴ | ۲۲/۹  | ۲۶/۱۵ | ۳۱/۱۹ | ۳۴/۲۲ | ۳۳/۲۰ | ۲۹/۱۶   | ۲۳/۹  | ۱۵/۴   | ۱۰/۱-  | ۲۱/۹        |
| لیتل راک                                             | ۱۱/۱-  | ۱۳/۲  | ۱۸/۶ | ۲۳/۱۱ | ۲۷/۱۶ | ۳۲/۲۱ | ۳۴/۲۳ | ۳۴/۲۲ | ۳۰/۱۸   | ۲۴/۱۲ | ۱۷/۶   | ۱۱/۱   | ۲۳/۱۱       |
| تکسارکَنا                                             | ۱۱/۱-  | ۱۵/۱  | ۱۹/۵ | ۲۴/۱۰ | ۲۸/۱۶ | ۳۲/۲۰ | ۳۴/۲۲ | ۳۴/۲۱ | ۳۰/۱۸   | ۲۵/۱۱ | ۱۸/۵   | ۱۳/۱   | ۲۳/۱۱       |
| مانتیچلو                                             | ۱۱/۱-  | ۱۴/۱  | ۱۹/۶ | ۲۳/۱۰ | ۲۸/۱۵ | ۳۲/۱۹ | ۳۴/۲۱ | ۳۳/۲۰ | ۳۰/۱۷   | ۲۵/۱۰ | ۱۸/۵   | ۱۳/۱   | ۲۳/۱۰       |
| اعداد به درجهٔ سانتی‌گراد می‌باشد. (بالاترین/پایین‌ترین) |        |       |      |       |       |       |       |       |         |       |        |        |             |

## تاریخ
نخستین اروپایی‌ای که به آرکانزاس دست یافت اکتشاف‌گر اسپانیایی هرناندو د سوتو بود که پس از یک سال مسافرت در بخش‌های جنوبی آرکانزاس کنونی برای یافتن طلا و راهی به سوی چین در نزدیکی دریاچهٔ ویلِیج در گذشت. آرکانزاس یکی از چندین ایالت است که طبق قرارداد خرید لویزیانا در زمان ناپلئون بناپارت از فرانسه خریداری شد. نخستین اکتشاف‌گران اسپانیایی و فرانسوی آرکانزاس، این نام را بدان گذاشتند که شاید املای آوایی نامی به زبان «ایلینویس» برای مردمان «کوواپاو» بوده‌است. قبایل کوواپاو، کادو و اوساژ از قبایل سرخپوست بودند که پیش از مهاجرت به غرب در آرکانزاس زندگی می‌کردند. درهنگام مهاجرت اجباری سرخپوستان به غرب (طبق سیاست ایالات متحده در حذف سرخپوستان)، پنج قبیله متمدن در آرکانزاس (پیش از ایالت شدنش) ساکن شدند.
در تاریخ ۴ ژوئیه ۱۸۱۹ (۱۲ تیر ۱۱۹۸) قلمروی آرکانزاس به رسمیت شناخته شد. در ۱۵ ژوئن ۱۸۳۶ (۲۵ خرداد ۱۲۱۵) ایالت آرکانزاس به عنوان ۲۵اُمین ایالت و ۱۳اُمین ایالت برده‌دار به ایالات متحده آمریکا پیوست. کشاورزان برای کشت پنبه در دلتای آرکانزاس ساکن شدند. این منطقه بیشترین تعداد سیاهپوستان را در تمام ایالت به بردگی گرفت. در دیگر بخش‌های ایالت کشاورزی بیشتر برای تأمین مواد غذایی روزانه انجام می‌شد و نیاز چندانی به برده برای کار در مزارع نبود.

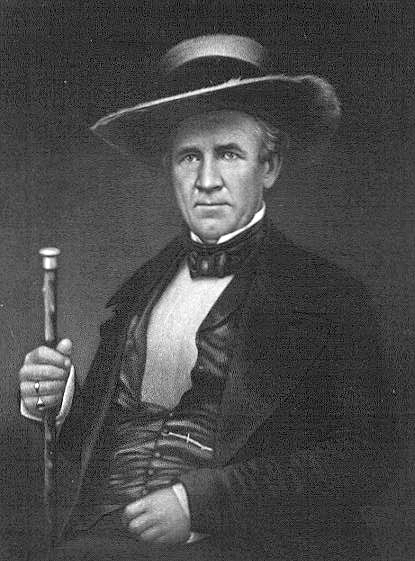
ساموئل هیوستون ۱۸۵۸ (۱۲۳۷)

آرکانزاس نقش مهمی در کمک به تگزاس در جنگ استقلالش از مکزیک بازی کرد. آرکانزاس برای کمک به تگزاس اسلحه و سرباز به آنجا فرستاد. نزدیکی شهر واشینگتن به مرزهای تگزاس این شهر را درگیر جنگ استقلال تگزاس کرد. مدارکی در دست است که نشان می‌دهد در سال ۱۸۳۴ (۱۲۱۳) ساموئل هیوستون، سیاستمدار تگزاسی و هموطنانش نقشهٔ جنگ استقلال تگزاس را در میخانه‌ای در واشینگتنِ آرکانزاس کشیده‌اند. هنگامی که درگیری آغاز شد موجی از سربازان داوطلب از آرکانزاس و دیگر ایالت‌های جنوبی برای حضور در جبههٔ تگزاس به سوی شهر واشینگتن در آرکانزاس سرازیر شدند.
چند سال بعد هنگامی که در سال ۱۸۴۶ (۱۲۲۵) جنگ آمریکا و مکزیک آغاز شد، شهر واشینگتنِ آرکانزاس به میعادگاه سربازان داوطلب تبدیل شد. فرماندار «توماس اس. دراو» در بیانیه‌ای از مردم و مقامات ایالت خواست تا یک هنگ سواره نظام و یک گردان پیاده‌نظام را برای پیوستن به ارتش ایالات متحده تجهیز کنند. این هنگ به نخستین هنگ نظامی آرکانزاس تبدیل شد.
در آغاز جنگ داخلی آمریکا در اولیل سال ۱۸۶۱ (۱۲۳۹) آرکانزاس از ایالات متحده جدا نشد. اما پس از جدایی ایالت‌های خلیج آن‌ها نیز در تاریخ ۶ می ۱۸۶۱ (۱۶ اردیبهشت ۱۲۴۰) جدایی خود را از ایالات متحده اعلام کردند. آرکانزاس در طول جنگ داخلی آمریکا صحنه چند نبرد کوچک بود. یکی از تأثیرگذارترین آرکانزاسی‌ها در آن زمان فرمانده کل ائتلاف پاتریک کلبورن بود. بسیاری او را یکی از شاخص‌ترین فرماندهان ائتلاف می‌دانند. شهرت او به حدی بود که حتی او را «دیوار سنگی غرب» می‌نامیدند. فرمانده توماس هیندمن نماینده پیشین کنگره، از دیگر فرماندهان ائتلاف بود که نیروهای ائتلاف را در «نبرد کِین هیل» و «نبرد پرِیری گروو» در شمال غرب آرکانزاس رهبری کرد.
در ژوئن ۱۸۶۸ (۱۲۴۷) کنگره بازگشت آرکانزاس به ایالات متحده را اعلام کرد. جمهوری‌خواهان کنترل مجلس قانون‌گذاری را در دورهٔ بازسازی به دست گرفتند و حق رأی عمومی را برای مردان تصویب کردند. آن‌ها همچنین یک نظام آموزشی همگانی را ایجاد کردند و قوانینی برای بهبود وضعیت ایالت را تصویب کردند. چندی بعد ایالت تقریباً به دست جمهوری‌خواهان رادیکال، (افرادی که از شمال به آرکانزاس آمده بودند و اهالی آکانزاس آن‌ها را با لفظ «کارپتبگر» (کسی که بقچه‌اش از فرش‌های مستعمل ساخته شده) مسخره می‌کردند) به رهبری فرماندار پاول کلایتون افتاد. آن‌ها در دورهٔ طولانی از درگیری‌های نژادی میان شبه‌نظامیان جمهوری‌خواه ایالت و گروه کوکلاکس کلان زمام امور در دست داشتند.
در سال ۱۸۷۴ (۱۲۵۳) مناقشه‌ای که به جنگ بروکس بکستر مشهور شد، میان جناح‌های حزب جمهوری‌خواه درگرفت و باعث تزلزل دولت ایالتی شد. این درگیری در نهایت با دستور ریس جمهور یولیسیز سایمن گرانت به جوزف بروکس (یکی از طرف‌های درگیر) مبنی بر پراکندن نیروهایش پایان یافت.
در سال ۱۸۸۱ (۱۲۶۰) مجلس ایالتی آرکانزاس تلفظ نام ایالت را با تصویب قانونی رسمی‌کرد.
پس از دورهٔ بازسازی، آرکانزاس مهاجران بیشتری را پذیرفت. مردان چینی، ایتالیایی و سوری برای کار در منطقهٔ در حال توسعهٔ دلتا استخدام می‌شدند. این مهاجران هیچ وقت کارگر سادهٔ مزرعه باقی نمی‌ماندند به خصوص چینی‌ها خیلی زود به بازرگانی در شهرهای اطراف منطقهٔ دلتا پرداختند. علاوه براین‌ها در اوایل قرن بیستم مهاجرانی از اروپای شرقی در منطقهٔ دلتای آرکانزاس ساکن شدند. به دلیل این مهاجرت‌ها گوناگونی نژادی در منطقهٔ دلتا بیشتر از دیگر بخش‌های ایالت بود. در همان سال‌ها برخی از مهاجران سیاه‌پوست به خاطر وجود فرصت‌های شغلی کشاورزی به دلتا آمدند. بسیاری از چینی‌ها تا حدی ثروتمند شدند که می‌توانستند فرزندانشان را به دانشگاه بفرستند.

زن و بچهٔ یک مساقاتگر در شهرستان واشینگتن در سال ۱۹۳۵ (۱۳۱۴)

ساخت راه‌آهن باعث شد کشاورزان بیشتری بتوانند محصولات بیشتری را به بازارها بفرستند. همچنین راه‌آهن تغییرات دیگری را در بخش‌هایی از ایالت ایجاد کرد. برای مثال در سال‌های پایانی قرن نوزدهم ۱۰۰۰۰ نفر به جمعیت شهر یوریکا اسپرینگز در شهرستان کارول افزوده شد و آن را به یکی از مقصدهای گردشگری و چهارمین شهر بزرگ ایالت تبدیل کرد. در این شهر ساختمان‌های جدید، اقامتگاه‌های زیبا، چشمه‌های آب گرم طبیعی، مسابقات اسب سواری و تفریحات دیگر جمعیت را به سوی خود می‌کشید. این شهر در زمینه‌های متنوعی به یک جاذبه تبدیل و همانند شهر هات اسپرینگز محبوب شد.
در اواخر دههٔ ۱۸۸۰، بدتر شدن رکود اقتصاد وابسته به کشاورزی آرکانزاس، روند قدرتمند شدن جنبش‌های پوپولیستی و نوپای دیگر را سرعت بخشید و منجر به اتحادهای نژادی شد. کشمکش بر سر ماندن در قدرت در دههٔ ۱۸۹۰ منجر به این شد که حزب دموکرات در آرکانزاس در پیروی از دیگر ایالت‌های جنوبی در صدد تصویب متمم‌های قانونی برای محروم کردن سیاه‌پوستان و سفیدپوستان فقیر از رأی دادن بر آید. دموکرات‌ها می‌خواستند از اتحادهای نژادی جلوگیری کنند. در سال ۱۸۹۱ (۱۲۷۰) نمایندگان مجلس‌های ایالتی آرکانزاس شرط آزمون با سوادی را برای رأی دهی، قانونی کردند زیرا می‌دانستند که بسیاری از سیاهان و سفیدپوستان فقیر محروم خواهند شد چون در آن زمان ۲۵٪ جمعیت ایالت توانایی خواندن و نوشتن را نداشت. در سال ۱۸۹۲ (۱۲۷۱) قوهٔ مقننه اصلاحیه‌ای را به قانون اساسی افزود که در آن قوانین اخذ مالیات سرانه و قوانین پیچیدهٔ اقامتی وجود داشت. هر دوی این‌ها مردم فقیر و مساقاتگران را به شدت تحت تأثیر قرار می‌داد و آن‌ها را از ثبت نام برای شرکت در انتخابات‌ها بازمی‌داشت.
با آغاز قرن بیستم حزب دموکرات تبعیض نژادی در رای‌گیری انتخابات‌های سراسری و ایالتی را افزایش داد. آرکانزاس سال‌ها یک ایالت تک حزبی دموکرات بود تا این که جنبش حقوق مدنی آمریکا به وقوع پیوست و قوانین حقوق مدنی و رأی دهی در دههٔ ۶۰ تصویب شد.
بین سال‌های ۱۹۰۵ (۱۲۸۴) تا ۱۹۱۱ (۱۲۹۰) آرکانزاس شماری مهاجر آلمانی، ایرلندی و اسلواک را پذیرفت. آلمانی‌ها و اسلواک‌ها در مناطق شرقی و ایرلندی‌ها در جنوب شرق ایالت ساکن شدند. آلمانی‌ها بیشتر مسیحی لوتران و اسلواک‌ها مسیحی کاتولیک بودند. ایرلندی‌ها هم بیشتر پروتستان‌هایی از استان اولستر ایرلند بودند.
در سال ۱۹۵۷ (۱۳۳۶) و سه سال پس از رأی تاریخی دیوان عالی ایالات متحده آمریکا در مورد پروندهٔ براون در برابر هیئت آموزش، گروه لیتل راک ۹ آرکانزاس را در مرکز توجهات قرار داد؛ پس از این که دولت فدرال برای حفاظت از آن‌ها که می‌خواستند در یک دبیرستان سفید ثبت نام کنند، مداخله کرد. فرماندار آرکانزاس، اوروال فاوباس به گارد ملی آرکانزاس دستور داد که به طرفداران جدایی نژادی کمک کنند تا از ثبت نام ۹ دانش آموز سیاه‌پوست در دبیرستان سفیدپوست‌ها جلوگیری شود. پس از این که سه بار تلاش رئیس‌جمهور دوایت آیزنهاور در حمایت از دانش آموزان به موفقیت نرسید، سرانجام او در روز ۲۵ سپتامبر ۱۹۵۷ (۳ مهر ۱۳۳۶) ۱۰۰۰ سرباز نیروهای هوابرد را برای حفاظت از دانش آموزان به لیتل راک فرستاد. اما در مخافت با فرمان دادگاه فدرال در ممنوعیت تبعیض نژادی در مدارس فرماندار آرکانزاس دستور به تعطیلی دبیرستان‌ها داد. با این وجود تا پاییز سال ۱۹۵۹ (۱۳۳۸) همهٔ دبیرستان‌های لیتل راک کاملاً مختلط شدند.

## شهرها

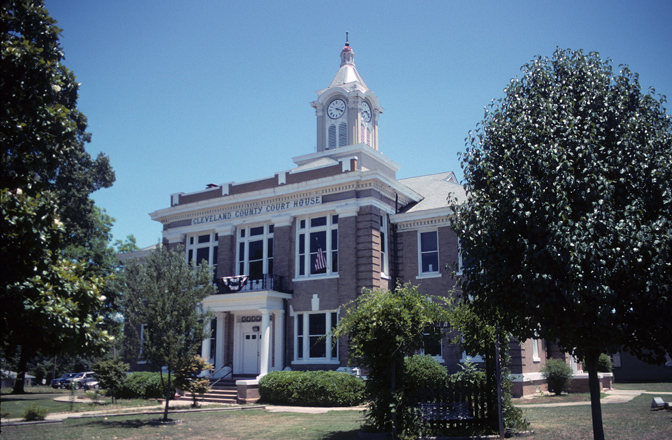
ساختمان دادگستری شهرستان کلیولند در شهر ریسان

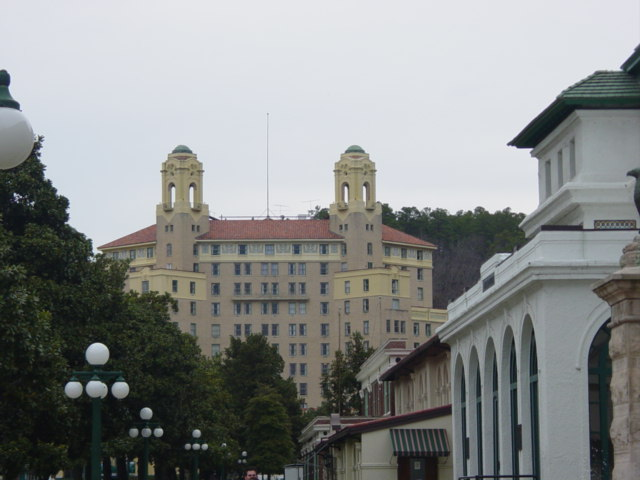
شهر هات سپرینگز حاوی چشمه‌های آب گرمیست که گردشگران زیادی را در سال به خود جلب می‌کند.

لیتل راک از سال ۱۸۲۱ (۱۲۰۰) پایتخت ایالت آرکانزاس بوده‌است. پیش از آن شهر آرکانزاس پست پایتخت قلمروی آرکانزاس بود. در سال ۱۸۶۲ (۱۲۴۱) هنگامی که در جنگ داخلی آمریکا لیتل راک مورد تهدید نیروهای ایالات متحد قرار گرفت، مقر حکومت آرکانزاس به هات اسپرینگز و سپس به واشینگتن منتقل شد و مقر دولت ایالتی تا پایان جنگ به لیتل راک برنگشت. امروزه منطقه شهری لیتل راک-نورث لیتل راک-کان‌وی بزرگ‌ترین منطقهٔ شهری آرکانزاس با ۷۰۹۹۱۰ نفر جمعیت می‌باشد.
منطقهٔ شهری فیتویل-اسپرینگدیل-راجرز دومین منطقهٔ شهری بزرگ آرکانزاس می‌باشد که به دلیل هجوم بازرگانان و رشد دانشگاه آرکانزاس با نرخ بسیار بالایی در حال پیشرفت است.
در ایالت آرکانزاس سیزده شهر بالای سی هزار نفر جمعیت وجود دارد.
| نام           | شهرستان  | جمعیت (۲۰۱۰) | مساحت              |
| ------------- | -------- | ------------ | ------------------ |
| لیتل راک      | پولاسکی  | ۱۹۳٬۵۲۴      | ۳۰۱ کیلومتر مربع   |
| فورت اسمیث    | سباستین  | ۸۶٬۲۰۹       | ۱۶۰ کیلومتر مربع   |
| فیتویل        | واشینگتن | ۷۳٬۵۸۰       | ۱۳۹ کیلومتر مربع   |
| اسپرینگدِیل    | واشینگتن | ۶۹٬۷۹۷       | ۸۱ کیلومتر مربع    |
| جونزبورو      | کرِیگهد   | ۶۷٬۲۶۳       | ۲۰۶ کیلومتر مربع   |
| نورث لیتل راک | پولاسکی  | ۶۲٬۳۰۴       | ۱۱۶ کیلومتر مربع   |
| کان‌وی         | فاکنر    | ۵۸٬۹۰۹       | ۱۵۵/۴ کیلومتر مربع |
| راجرز         | بنتون    | ۵۵٬۹۶۴       | ۸۶/۸ کیلومتر مربع  |
| پاین بلوف     | جفرسون   | ۵۰٬۶۶۷       | ۱۱۸ کیلومتر مربع   |
| هات اسپرینگز  | گارلند   | ۳۵٬۱۹۳       | ۸۵ کیلومتر مربع    |
| بنتونویل      | بنتون    | ۳۵٬۱۰۱       | ۵۵ کیلومتر مربع    |
| بنتون         | سِیلین    | ۳۰٬۶۸۱       | ۴۶ کیلومتر مربع    |
| تِکسارکَنا      | میلر     | ۳۰٬۰۸۷       | ۸۲ کیلومتر مربع    |

## جمعیت‌شناسی

### جمعیت

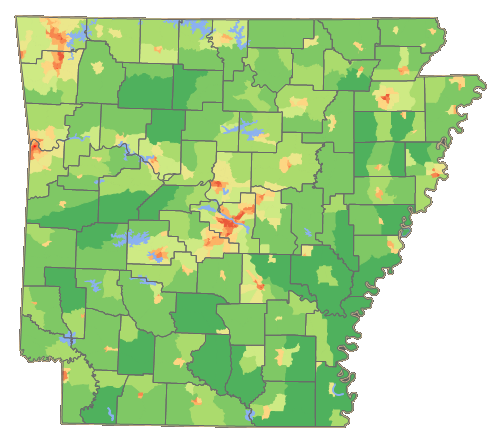
نقشهٔ پراکندگی جمعیت در آرکانزاس

در سال ۲۰۱۱ (۱۳۹۰) جمعیت آرکانزاس ۲٬۹۳۷٬۹۷۹ نفر برآورد شد. جمعیت آرکانزاس از کمتر از ۱۵۰۰۰ نفر در سال ۱۸۲۰ (۱۱۹۹) به ۵۲۲۴۰ نفر در سال ۱۸۳۵ (۱۲۱۴) رسید، که این جمعیت بیش از جمعیت مورد نظر قانونی یعنی ۴۰۰۰۰ نفر برای تبدیل آرکانزاس به ایالت بود. پس تشکیل ایالت در سال ۱۸۳۶ (۱۲۱۵)، جمعیت در هر دهه تا سرشماری ۱۸۷۰ (۱۲۴۹) که به دنبال جنگ داخلی آمریکا انجام گرفت، دو برابر شد. رشد جمعیت در دهه‌های متوالی همچنان ادامه یافت تا این که در سرشماری‌های سال‌های ۱۹۵۰ و ۱۹۶۰ متوقف شد. مهاجرت به خارج یکی از دلایل کاهش رشد جمعیت بود که در نتیجهٔ چند عامل روی داد. یکی از این عوامل ماشینی شدن کشاورزی بود که نیاز به کارگر را بسیار کاهش داد و دیگری مهاجرت جوانان تحصیل کرده از آرکانزاس بود که به دلیل نبود صنعت ایالت را ترک می‌کردند. جمعیت آرکانزاس دوباره رو به فزونی گذاشت و در ۱۹۸۰ به بیش از ۲ میلیون نفر رسید. نرخ کنونی رشد جمعیت، هرم سنی و هرم جنسی همانند میانگین کشوری می‌باشد. جمعیت اقلیتها در آرکانزاس نیز نزدیک میانگین کشوری می‌باشد. تنها جمعیت گروه‌های اقلیتی اسپانیایی و لاتین تبار در آرکانزاس ۱۰٪ کمتر از میانگین کشوری است.

### نژاد و تبار
مردم آرکانزاس از نظر نژاد و قومیت ۸۰/۱٪ سفیدپوست (۷۴/۲٪ غیر اسپانیایی‌تبار و ۶/۶٪ نیز اسپانیایی و لاتین‌تبار)، ۱۵/۶٪ سیاه یا آمریکایی‌های آفریقایی‌تبار، ۰/۹٪ بومیان آمریکا و آلاسکا، ۱/۳٪ آسیایی و ۱/۸٪ دو یا چند نژادی هستند.
در سال ۲۰۱۱، ۳۹٪ جمعیت زیر یک سال در آرکانزاس از اقلیت‌های نژادی بوده‌اند.
جمعیت بزرگی از آمریکاییان اروپایی‌تبار در منطقهٔ اوزارک و بخش‌های مرکزی ایالت زندگی می‌کنند. سیاه‌پوستان و آفریقایی‌تبارها بیشتر در جنوب و شرق ایالت ساکن هستند. آرکانزاسی‌های انگلیسی، ایرلندی و آلمانی‌تبار بیشتر در شمال غرب ایالت نزدیک مرز میزوری حضور دارند.
در سال ۲۰۱۰ مطالعه‌ای در مورد ترکیب نژادی و تباری در آرکانزاس انجام شد که نتایج آن به شرح زیر است:
- ۲۰/۷٪ انگلیسی
- ۱۵/۶٪ آمریکایی‌های آفریقایی‌تبار
- ۱۲/۵٪ ایرلندی
- ۱۱/۲٪ آلمانی
- ۲/۱٪ فرانسوی
- ۱/۷٪ هلند
- ۱/۶٪ ایتالیایی
- ۱/۶٪ اسکاتلندی
- ۱/۳٪ اسکاتلندی ایرلندی

بر پایهٔ اطلاعات به دست آمده از «بررسی جامعهٔ آمریکایی» بین سال‌های ۲۰۰۶ تا ۲۰۰۸ (۱۳۸۵ تا ۱۳۸۷)، ۹۳/۸٪ از جمعیت آرکانزاس در خانه به زبان انگلیسی و ۴/۵٪ اسپانیایی صحبت می‌کنند. ۰/۸٪ به زبان‌های آسیایی و ۰/۷٪ به سایر زبان‌های هندو اروپایی تکلم می‌کنند.

### دین

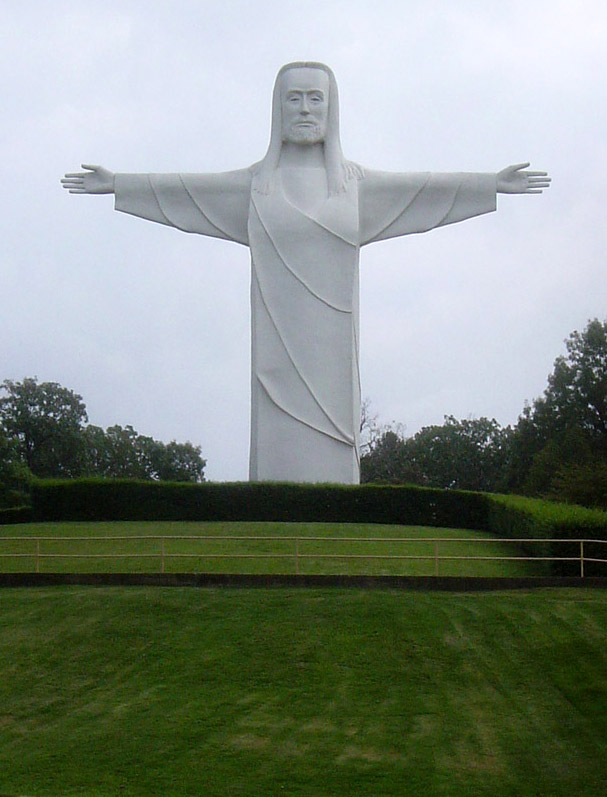
تندیس هنری مسیح در شهر یوریکا سپرینگز. این ایالت در وسط کمربند انجیل آمریکا قرار دارد.

آرکانزاس همانند دیگر ایالت‌های جنوبی آمریکا در بخشی از کمربند انجیلی قرار دارد و جمعیت غالب آن مسیحی پروتستان می‌باشد. چهار گروه مسیحی بزرگ بر پایهٔ شمار پیروان به ترتیب «جامعهٔ باپتیست‌های جنوب» با ۶۶۵٬۳۰۷ پیرو، «کلیسای متحد متدیست» با ۱۷۹٬۳۸۳ پیرو، «کلیسای کاتولیک» با ۱۱۵٬۹۶۷ و «جامعهٔ باپتیست‌های آمریکا» با ۱۱۵٬۹۱۶ پیرو می‌باشد.

## اقتصاد

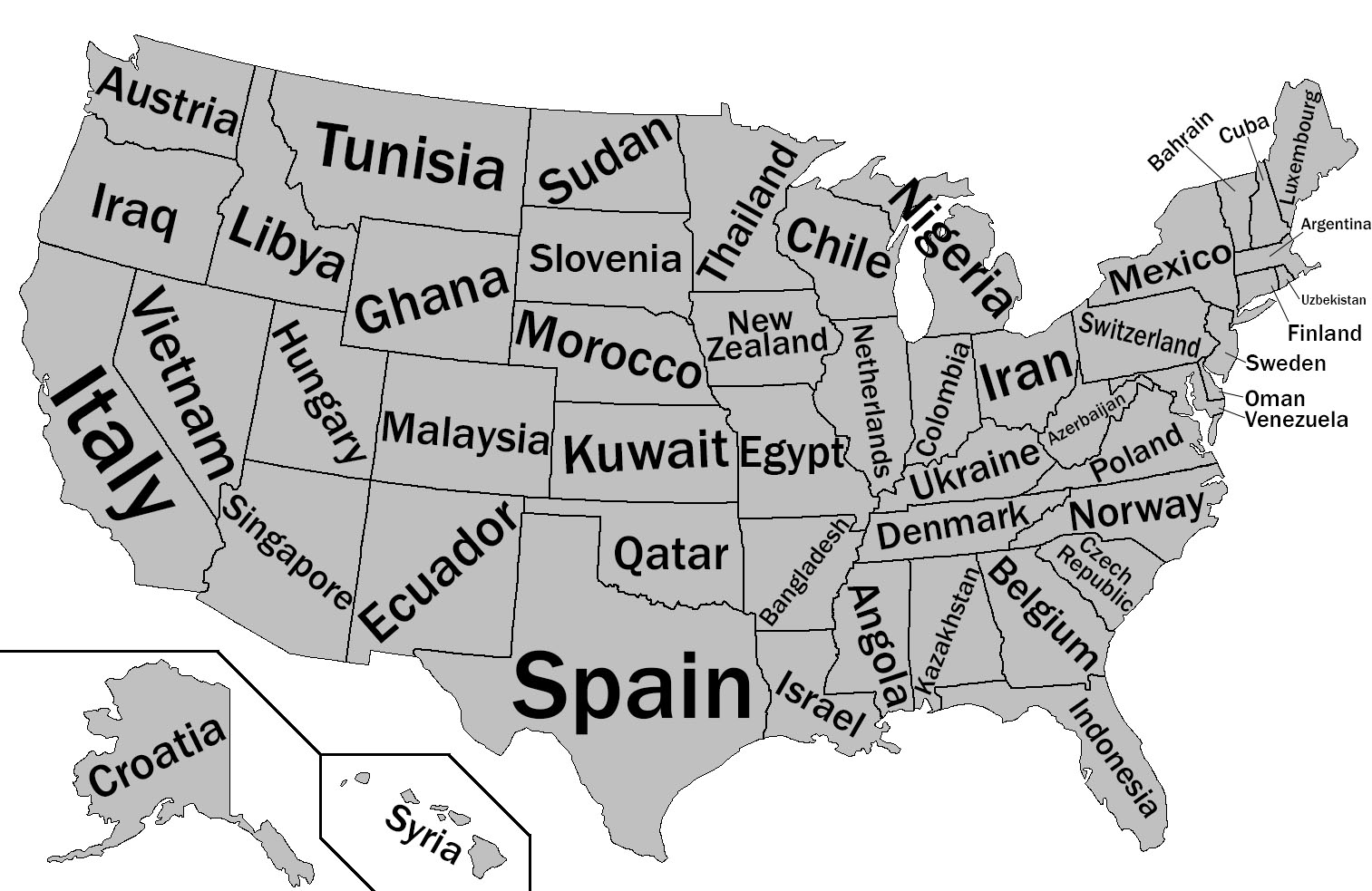
مقایسهٔ تولید ناخالص داخلی ایالت‌های آمریکا با کشورهای دیگر در سال ۲۰۱۲. ایالت آرکانزاس در این سال تولید ناخالصی اش قابل مقایسه با کشور بنگلادش بوده‌است.

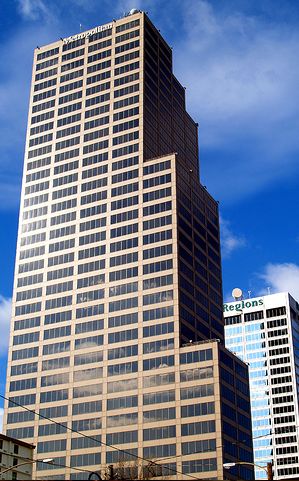
برج بانک متروپولیتن نشنال بلندترین ساختمان ایالت می‌باشد.

اقتصاد آرکانزاس برای پاسخگویی به نیازهای مصرف‌کنندگان امروز تکامل یافته و متنوع شده‌است و از حالت اقتصاد وابسته به کشاورزی خارج شده‌است. تولید ناخالص داخلی ایالت در سال ۲۰۱۲ ۱۱۷٬۴۹۶ میلیارد دلار بوده‌است که بیشتر از تولید ناخالص داخلی بنگلادش (۱۱۵٬۶۱۰) می‌باشد. چهار شرکت از میان ۵۰۰ شرکت برتر آمریکایی فرچون ۵۰۰ در آرکانزاس قرار دارند که از جملهٔ آن‌ها می‌توان به شرکت والمارت اشاره کرد. میزان درامد شخصی سرانه‌ی آرکانزاس در سال ۲۰۱۰، ۳۶٬۰۲۷ دلار بود که از این لحاظ در بین ایالت‌های آمریکا در ردهٔ چهل و چهارم قرار گرفت. میانگین درآمد سالیانهٔ خانواده‌های آرکانزاسی بین سال‌های ۲۰۰۹ تا ۲۰۱۱ ۳۹٬۸۰۶ دلار بوده‌است که آرکانزاس از این نظر در ردهٔ ۴۹اُم در میان ایالت‌های آمریکا قرار می‌گیرد. محصولات کشاورزی و دامپروری ایالت شامل مرغ و تخم مرغ، سویا، سورگوم، گاو، برنج، خوک و شیر می‌باشد. از جملهٔ محصولات صنعتی نیز می‌توان از مواد غذایی فراوری شده، تجهیزات الکتریکی، فلزات، ماشین آلات و کاغذ نام برد. آرکانزاس همچنین دارای ذخایر گاز طبیعی، نفت، سنگ‌های معدنی، برم و وانادین است.
نرخ بیکاری در آرکانزاس تا ژوئیه ۲۰۱۲ (تیر ۱۳۹۱) ۷/۳٪ است.

### صنعت و بازرگانی
در گذشته اقتصاد آرکانزاس بر پایهٔ تجارت خز و محصولات کشاورزی استوار بود. امروزه با وجود این که تنها ۳٪ از جمعیت ایالت در بخش کشاورزی کارمی‌کنند اما این بخش همچنان یکی از بزرگ‌ترین بخش‌های اقتصاد آرکانزاس می‌باشد و رتبهٔ سیزدهم کشوری را از نظر ارزش محصولات در اختیار دارد. آرکانزاس بزرگ‌ترین تولیدکنندهٔ برنج در آمریکاست. همچنین در تولید پنبه، مرغ (شامل مرغ گوشتی و مرغ خانگی)، بوقلمون و گربه‌ماهی در سه جایگاه نخست کشوری قرار دارد. جنگل‌های ایالت در اقتصاد آن نقش دارند. آرکانزاس چهارمین ایالت آمریکا از نظر تولید الوار چوب نرم است. در سال‌های اخیر کارخانه‌های تولید قطعات یدکی خودرو برای کمک به کارخانه‌های خودروسازی ایالت‌های دیگر در شرق آرکانزاس ساخته شده‌اند. در گذشته بوکسیت (سنگ معدن آلومینیوم) نقش مهمی در اقتصاد آرکانزاس بازی می‌کرد و بیشتر در شهرستان سِیلین وجود داشت.
گردشگری نیز اهمیت بالایی برای اقتصاد این ایالت دارد؛ لقب رسمی آرکانزاس «ایالت طبیعی» در اصل از تبلیغات گردشگری در دههٔ ۱۹۷۰ به وجود آمد و بر سر زبان‌ها افتاد و تاکنون نیز مورد استفاده است. آرکانزاس دارای ۵۲ پارک ایالتی است. سازمان پارک‌های ملی آمریکا هفت پارک را در این ایالت تحت پشتیبانی دارد که از مهم‌ترین آن‌ها می‌توان به پارک ملی هات اسپرینگز اشاره کرد. تکمیل پارک و مرکز ریاست جمهوری بیل کلینتون در لیتل راک گردشگران زیادی را به ایالت جذب کرد. بسیاری از شهرها در آرکانزاس جشنواره‌هایی را برای جذب بیشتر گردشگر تدارک می‌بینند.
شرکت‌های زیادی در آرکانزاس قرار دارند که مهم‌ترین آن‌ها در جدول زیر ذکر شده‌اند:
| نام                | تاریخ تأسیس | محصولات یا خدمات                 | شمار کارگران یا کارمندان |
| ------------------ | ----------- | -------------------------------- | ------------------------ |
| اکسسیوم            | ۱۹۶۹ (۱۳۴۸) | بازاریابی و خدمات مدیریت اطلاعات | ۶۲۰۰ نفر (سال ۲۰۱۲)      |
| شرکت آلیانس رابر   | ۱۹۴۴ (۱۳۲۳) | تولید باند لاستیکی               | -                        |
| اِی‌ام‌ترَن            | ۱۹۸۰ (۱۳۵۹) | ترابری                           | ۱۲۰۰ نفر                 |
| آلتل               | ۱۹۴۳ (۱۳۲۲) | مخابرات                          | -                        |
| آرکانزاس بست       | ۱۹۲۳ (۱۳۰۲) | حمل و نفل کرایه                  | ۱۰۰۰۰ نفر (سال ۲۰۱۱)     |
| بانک آروست         | ۱۹۶۱ (۱۳۴۰) | خدمات مالی و بانکی               | ۵۰۰۰ نفر (سال ۲۰۱۱)      |
| کندی بوکِی          | ۱۹۸۹ (۱۳۶۸) | فراوری مواد غذایی                | -                        |
| دیلاردز            | ۱۹۳۸ (۱۳۱۷) | فروش پوشاک، مبل و لوازم خانگی    | ۳۸۹۰۰ نفر (سال ۲۰۱۱)     |
| جِی بی هانت         | ۱۹۶۱ (۱۳۴۰) | ترابری                           | ۱۶۵۰۰ نفر (سال ۲۰۱۰)     |
| شرکت نفت لاین      | ۱۹۲۲ (۱۳۰۱) | محصولات پتروشیمی                 | -                        |
| شرکت نفت مرفی      | ۱۹۵۰ (۱۳۲۹) | نفت و گاز                        | ۸۶۰۰ نفر (سال ۲۰۱۰)      |
| مواد غذایی رایسلند | ۱۹۲۱ (۱۳۰۰) | تولید فراوری برنج                | ۱۹۰۰                     |
| سمز کلاب           | ۱۹۸۳ (۱۳۶۲) | فروش لوازم خانگی                 | -                        |
| کاستارد منجمد شِیکس | ۱۹۹۱ (۱۳۷۰) | تولید کاستارد منجمد              | -                        |
| استیفنز            | ۱۹۳۳ (۱۳۱۲) | بانک سرمایه‌گذاری                 | ۷۰۰ نفر (سال ۲۰۱۱)       |
| مواد غذایی تایسن   | ۱۹۳۵ (۱۳۱۴) | فراوری مواد غذایی                | ۱۱۵۰۰۰                   |
| یواِس‌اِی دراگ        | ۱۹۸۴ (۱۳۶۳) | داروخانه‌های زنجیره‌ای             | -                        |
| والمارت            | ۱۹۶۲ (۱۳۴۱) | فروشگاه زنجیره‌ای                 | ۲/۲ میلیون نفر           |
| ارتباطات ویندستریم | ۲۰۰۶ (۱۳۸۵) | مخابرات                          | ۱۴۵۰۰                    |
| شرکت بستنی یارنل   | ۱۹۳۲ (۱۳۱۱) | تولید بستنی                      | مثال                     |

## ورزش و سرگرمی

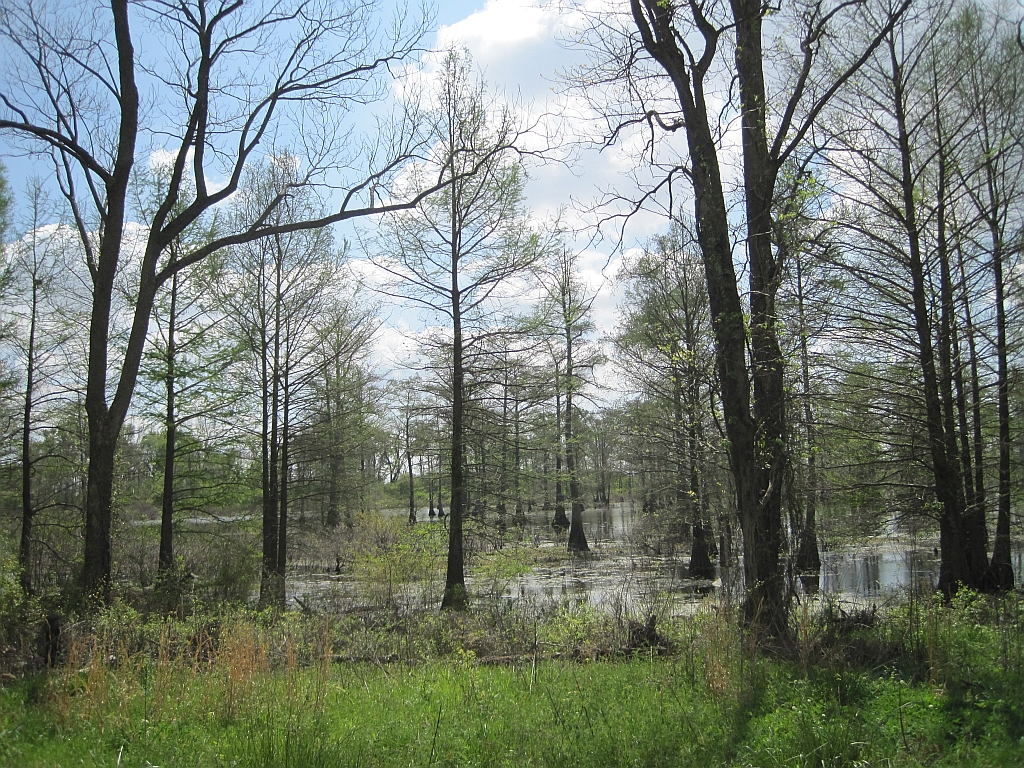
جنگل‌ها آب گرفتهٔ شرق آرکانزاس پرندگان آبی زمستانی را به سوی خود می‌کشاند. (پناهگاه ملی حیات وحش واپانوکا).

ورزش بخشی جدایی ناپذیر فرهنگ آرکانزاس می‌باشد. مردم آرکانزاس در مسابقات زیادی در سال شرکت می‌جویند یا برای تماشای مسابقات حاضر می‌شود. تفریحات عمومی نیز نمود پررنگی در فرهنگ این ایالت دارد. یکی از قدیمی‌ترین تفریح‌ها در این ایالت شکار می‌باشد. برای انسجام و نظم بخشیدن شکار و ماهیگیری هیئت شکار و ماهیگیری آرکانزاس در سال ۱۹۱۵ (۱۲۹۴) تأسیس شد. امروزه جمعیت قابل توجهی از اهالی آرکانزاس در مسابقات سالانهٔ شکار مرغابی و گوزن شرکت می‌کنند.
ماهیگیری همیشه در آرکانزاس طرفداران زیادی داشته‌است. پس از تکمیل سد نورفوک، رودخانه وایت به مقصدی برای صید ماهی قزل‌آلا تبدیل شد. مکان‌های دیگری نیز در ایالت برای ماهیگیری محبوب هستند که از جملهٔ آن‌ها می‌توان به بول شولز، منطقهٔ ییلاقی هات اسپرینگز و فِیرفیلد بِی اشاره کرد.

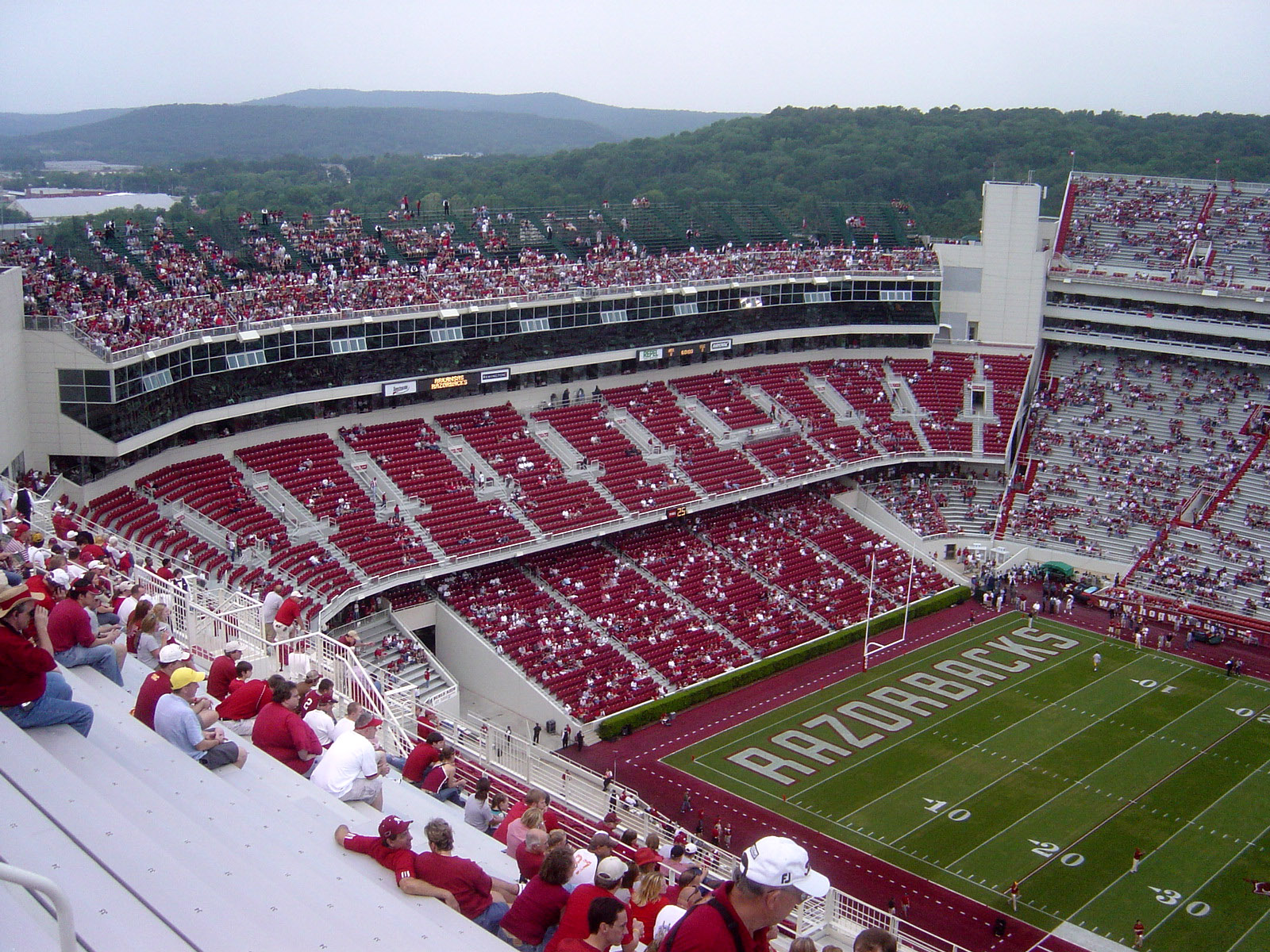
ریزوربکس محبوبترین تیم لیگ دسته اول فوتبال آمریکایی در این ایالت می‌باشد.

فوتبال آمریکایی دانشگاهی همیشه برای آرکانزاسی‌ها مهم بوده‌است. دانشگاه آرکانزاس نخستین بار در سال ۱۸۹۴ (۱۲۷۳) یک تیم فوتبال آمریکایی را تشکیل داد. در آن زمان فوتبال آمریکایی ورزش خطرناکی محسوب می‌شد. در سال‌های بعد آرکانزاس ریزوربکس به قدرترین تیم فوتبال آمریکایی ایالت تبدیل شد. فوتبال آمریکایی در قرن بیستم به رشد خود در آرکانزاس ادامه داد. در اوایل قرن بیستم تیم فوتبال آمریکایی ریزوربکس به نمادی برای ایالت تبدیل شد. در سال‌های پس از آن و بعد از جریان "لیتل ارک ۹" و تخریب چهرهٔ ایالت در بین افکار عمومی، آرکانزاسی‌ها برای بازیافتن اعتبار خود به موفقیت‌های "آرکانزاس ریزوربکس" چشم دوختند. از دیگر تیم‌های مطرح فوتبال آمریکایی این ایالت می‌توان به تیم آرکانزاس استیت رد وولوز اشاره کرد که در سال ۲۰۰۵ (۱۳۸۴) پس از حدود یک قرن بازی در دسته‌های پایین‌تر به لیگ دستهٔ برتر فوتبال آمریکایی پیوست.

## آموزش و پرورش

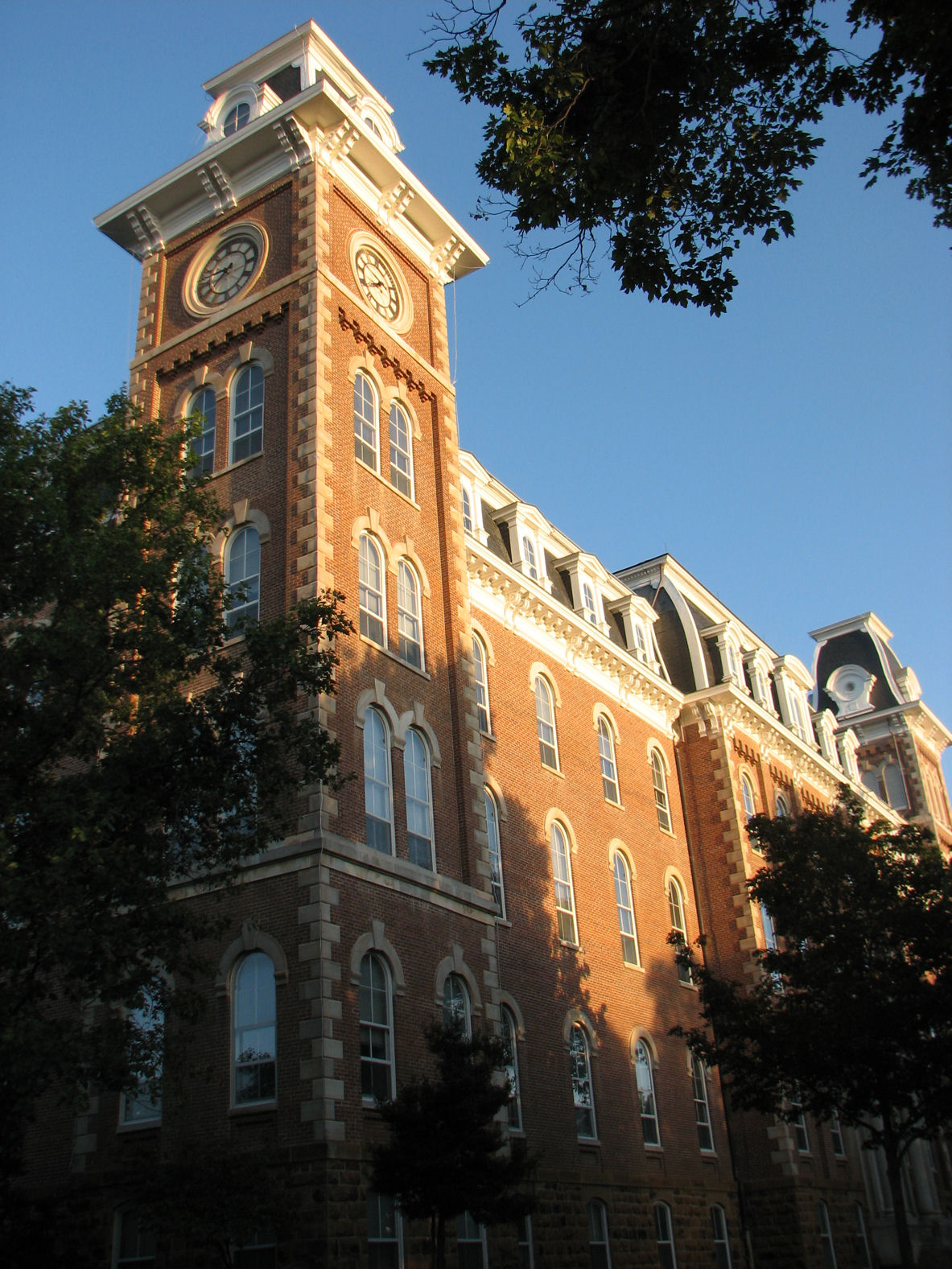
قدیمی‌ترین ساختمان دانشگاه آرکانزاس

آموزش در آرکانزاس همیشه مشکل داشته‌است و مشکلات آن تا به امروز ادامه دارد. بخشی از این مشکلات به مقاومت دولت ایالتی در حل معضلاتی همچون پایین بودن دست مزد آموزگاران و پایین بودن میزان بودجه اختصاصی برای آموزش مربوط است. این مشکلات در کنار مواردی دیگر منجر به تضعیف عملکرد دانش آموزان آرکانزاسی شده‌است. آمارها هم این ضعف آموزشی را تأیید می‌کنند. آرکانزاس رتبهٔ ۴۴ اُم کشوری را از لحاظ درصد دارندگان مدرک دیپلم و رتبهٔ ۴۸اُم را از لحاظ درصد دارندگان مدرک کارشناسی در اختیار دارد.
آرکانزاس دارای شبکه‌ای از دانشگاههای دولتی و خصوصی است که شامل دو سامانهٔ دانشگاهی بزرگ است: سامانه دانشگاه ایالتی آرکانزاس و سامانه دانشگاه آرکانزاس. دیگر دانشگاه‌های دولتی شامل دانشگاه فنی آرکانزاس، دانشگاه ایالتی هندرسون، دانشگاه آرکانزاس جنوبی و دانشگاه آرکانزاس مرکزی است. ۱۱ دانشگاه مؤسسهٔ آموزش عالی خصوصی نیز در این ایالت وجود دارد از جمله دانشگاه هندریکس که یکی از ۱۰۰ دانشگاه برتر علوم مقدماتی در آمریکاست.

## ترابری

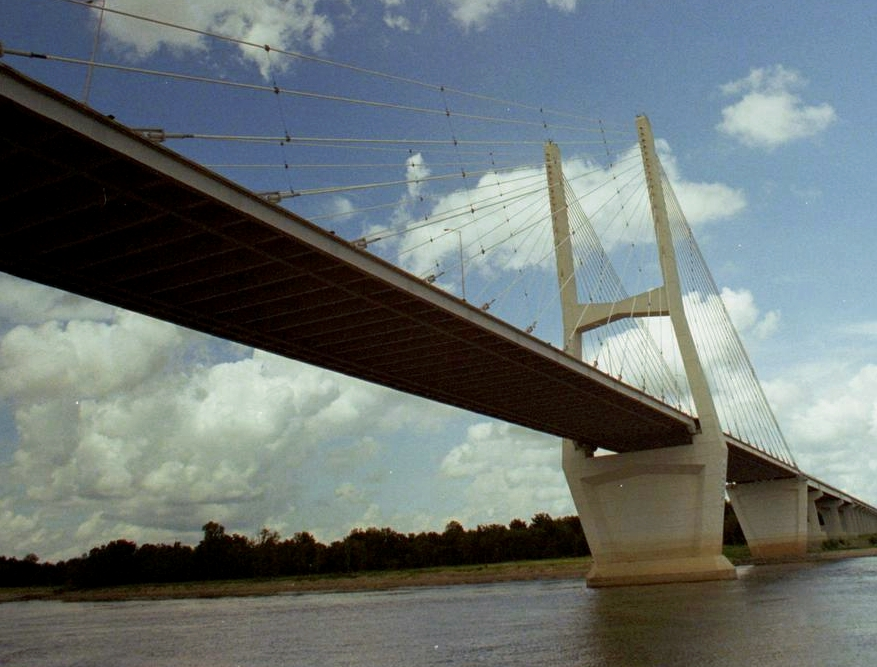
پل گرینویل بر روی رودخانه می‌سی‌سی‌پی، اوت ۲۰۰۹

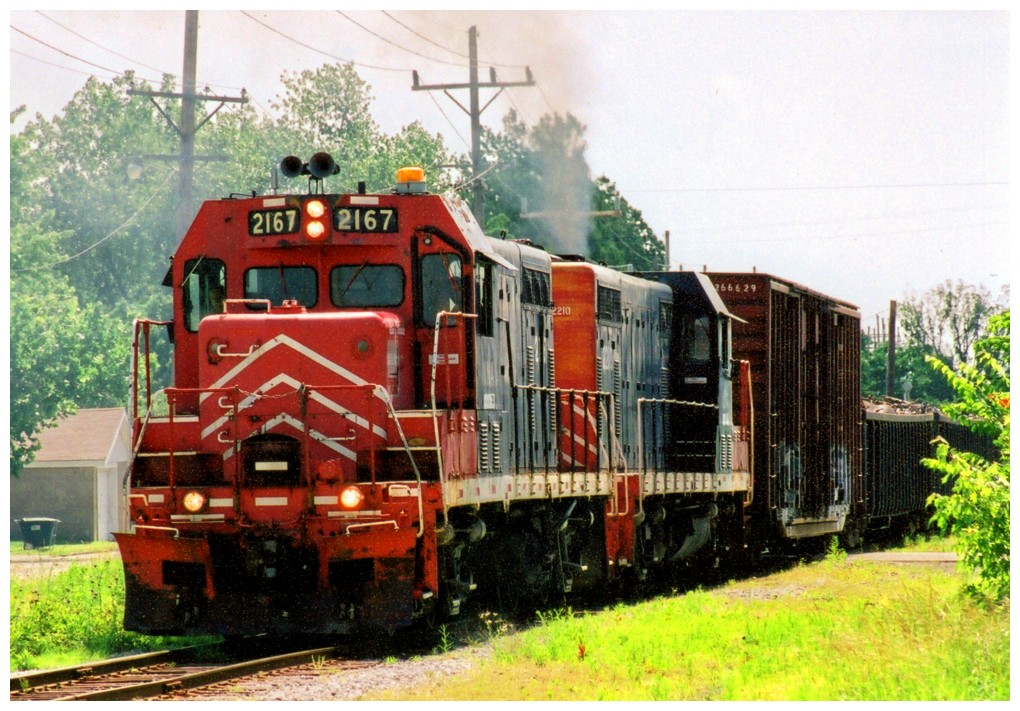
خط آهن میزوری و آرکانزاس شمالی

ترابری در آرکانزاس توسط بخش راه و ترابری ایالتی آرکانزاس مدیریت می‌شود. چندین راه اصلی از لیتل راک می‌گذرد از جمله بزرگراه میان‌ایالتی ۳۰ و بزرگراه میان‌ایالتی ۴۰ (سومین بزرگراه پر رفت‌وآمد آمریکا). در شمال شرق آرکانزاس بزرگراه میان‌ایالتی ۵۵ از ممفیس به میزوری می‌رود و در بین راه به جونزبورو منشعب می‌شود. در شمال غرب آرکانزاس بزرگراه درون ایالتی ۵۴۰ قرار دارد که از فورت اسمیث تا بلا ویستا کشیده شده‌است. این بخش قطعه‌ای از بزرگراه میان‌ایالتی ۴۹ است که در آینده ساخته خواهد شد. سامانهٔ جاده‌ای آرکانزاس ۱۳اُمین شبکهٔ بزرگراهی آمریکا است.

## سیاست

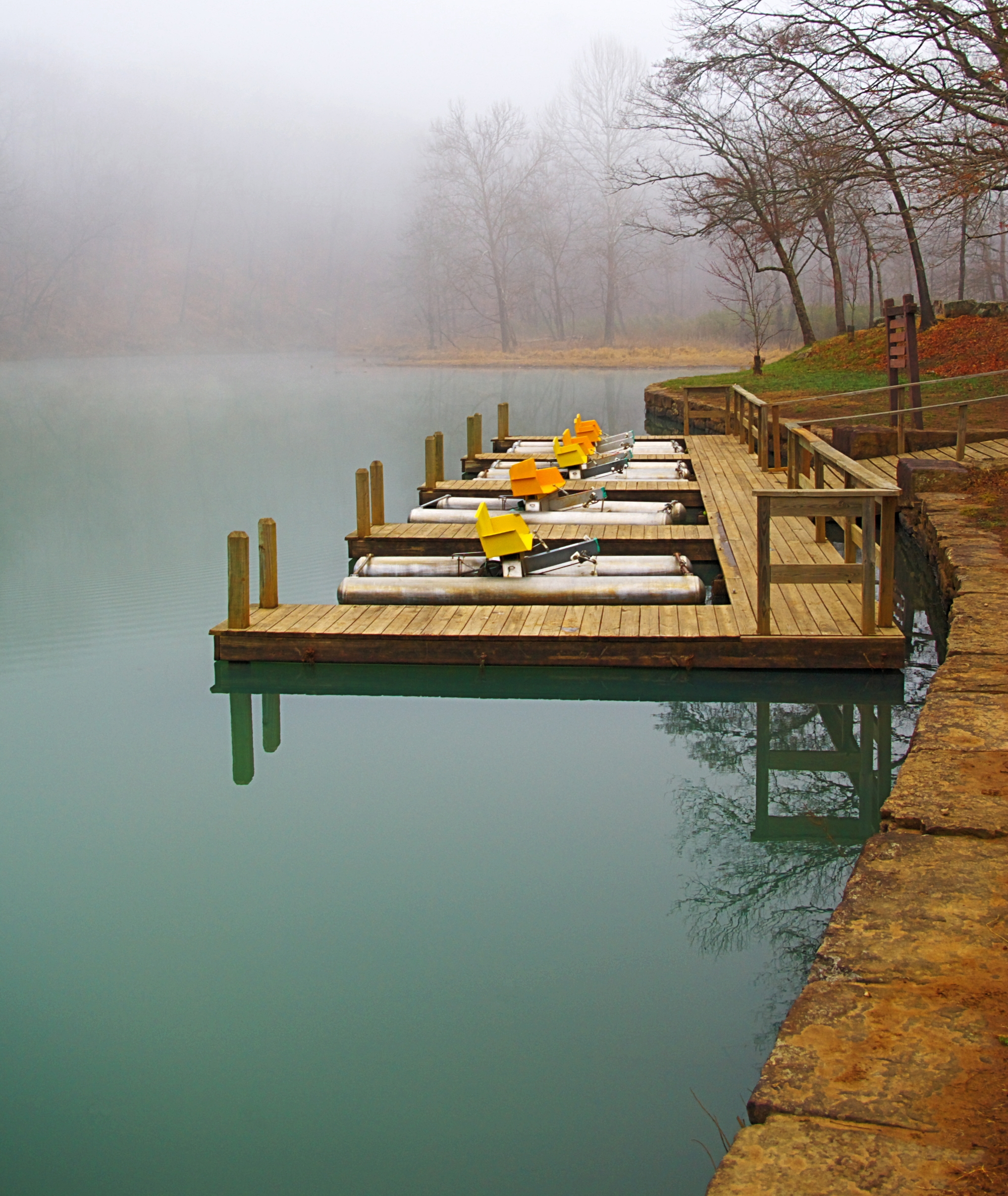
یک پارک ایالتی

در سال‌های اخیر اکثر رای‌دهندگان این ایالت را جمهوری خواهان تشکیل داده‌اند. با اینحال هنوز جمعیت قابل توجهی از دمکرات‌های دوران بیل کلینتون باقی اند و هنوز مجلس ایالتی و پست فرمانداری ایالت را در دست دارند. این رای‌دهندگان بیشتر در شمال شرقی و جنوب ایالت پراکنده هستند.
این ایالت دو سناتور در مجلس سنای ایالات متحده آمریکا، و چهار نماینده در مجلس نمایندگان ایالات متحده آمریکا در واشینگتن دارد.

## مشاهیر
از افراد مشهور این سرزمین می‌توان بیل کلینتون، مایک هاکبی، جانی کش (خواننده پر آوازه تاریخی سبک کانتری)٫ مایا انجلو (شاعر)٫ جان گریشم (نویسنده)٫ و داگلاس مک آرتور (فرمانده قوای نظامی آمریکا در جنگ جهانی دوم علیه ژاپن) را نام برد.